# Задній потік
Задній потік (словац. Zadný potok) — річка в Словаччині у регіоні Турня, права притока Ольшави, протікає в окрузі Кошиці-околиця.
Довжина приблизно 4.7-4.9 км. Витік знаходиться в масиві Воловські гори (частина Койшовська-Голя — схил гори Лази) — на висоті близько 530 метрів. Протікає територією села Ясов..
Впадає у Бодву на висоті приблизно 265—270 метрів.